# Central Line
|  | Urban head station |

|  | Urban stop on track |

|  | Urban stop on track |

|  | Urban stop on track |

|  | Urban stop on track |

|  | Unknown BSicon "uABZg+l" | Unknown BSicon "uSTR+r" |

|  | Urban straight track | Urban stop on track |

|  | Urban straight track | Urban stop on track |

|  | Urban straight track | Urban stop on track |

|  | Urban station on track | Urban straight track |

|  | Urban straight track | Urban stop on track |

|  | Urban straight track | Urban stop on track |

|  | Urban straight track | Urban stop on track |

|  | Urban stop on track | Urban straight track |

|  | Urban straight track | Urban stop on track |

|  | Urban stop on track | Urban straight track |

|  | Urban straight track | Unknown BSicon "utSTRa" |

|  | Urban straight track | Urban tunnel stop on track |

|  | Urban straight track | Urban tunnel stop on track |

|  | Urban straight track | Urban tunnel stop on track |

|  | Urban straight track | Unknown BSicon "utSTRe" |

|  | Unknown BSicon "uABZg+l" | Unknown BSicon "uSTRr" |

|  | Urban stop on track |

|  | Urban stop on track |

|  | Urban station on track |

|  | Urban straight track |

|  | Unknown BSicon "utSTRa" |

|  | Urban tunnel stop on track |

|  | Urban tunnel stop on track |

|  | Urban tunnel station on track |

|  | Unused urban tunnel straight track |

|  | Urban tunnel stop on track |

|  | Urban tunnel straight track |

|  | Urban tunnel stop on track |

|  | Urban tunnel stop on track |

|  | Urban tunnel stop on track |

|  | Urban tunnel stop on track |

|  | Urban tunnel stop on track |

|  | Urban tunnel stop on track |

|  | Urban tunnel stop on track |

|  | Urban tunnel stop on track |

|  | Urban tunnel stop on track |

|  | Urban tunnel stop on track |

|  | Urban tunnel stop on track |

|  | Urban tunnel stop on track |

|  | Unknown BSicon "utSTRe" |

|  | Urban stop on track |

|  | Urban stop on track |

|  | Urban stop on track |

|  | Unknown BSicon "uABZgl" | Unknown BSicon "uSTR+r" |

|  | Urban straight track | Urban stop on track |

|  | Urban straight track | Urban end station |

|  | Urban stop on track |

|  | Urban stop on track |

|  | Urban stop on track |

|  | Urban stop on track |

|  | Urban stop on track |

|  | Urban stop on track |

|  | Urban end station |

|  | Urban head station |

|  | Urban stop on track |

|  | Urban stop on track |

|  | Urban stop on track |

|  | Urban stop on track |

|  | Unknown BSicon "uABZg+l" | Unknown BSicon "uSTR+r" |

|  | Urban straight track | Urban stop on track |

|  | Urban straight track | Urban stop on track |

|  | Urban straight track | Urban stop on track |

|  | Urban station on track | Urban straight track |

|  | Urban straight track | Urban stop on track |

|  | Urban straight track | Urban stop on track |

|  | Urban straight track | Urban stop on track |

|  | Urban stop on track | Urban straight track |

|  | Urban straight track | Urban stop on track |

|  | Urban stop on track | Urban straight track |

|  | Urban straight track | Unknown BSicon "utSTRa" |

|  | Urban straight track | Urban tunnel stop on track |

|  | Urban straight track | Urban tunnel stop on track |

|  | Urban straight track | Urban tunnel stop on track |

|  | Urban straight track | Unknown BSicon "utSTRe" |

|  | Unknown BSicon "uABZg+l" | Unknown BSicon "uSTRr" |

|  | Urban stop on track |

|  | Urban stop on track |

|  | Urban station on track |

|  | Urban straight track |

|  | Unknown BSicon "utSTRa" |

|  | Urban tunnel stop on track |

|  | Urban tunnel stop on track |

|  | Urban tunnel station on track |

|  | Unused urban tunnel straight track |

|  | Urban tunnel stop on track |

|  | Urban tunnel straight track |

|  | Urban tunnel stop on track |

|  | Urban tunnel stop on track |

|  | Urban tunnel stop on track |

|  | Urban tunnel stop on track |

|  | Urban tunnel stop on track |

|  | Urban tunnel stop on track |

|  | Urban tunnel stop on track |

|  | Urban tunnel stop on track |

|  | Urban tunnel stop on track |

|  | Urban tunnel stop on track |

|  | Urban tunnel stop on track |

|  | Urban tunnel stop on track |

|  | Unknown BSicon "utSTRe" |

|  | Urban stop on track |

|  | Urban stop on track |

|  | Urban stop on track |

|  | Unknown BSicon "uABZgl" | Unknown BSicon "uSTR+r" |

|  | Urban straight track | Urban stop on track |

|  | Urban straight track | Urban end station |

|  | Urban stop on track |

|  | Urban stop on track |

|  | Urban stop on track |

|  | Urban stop on track |

|  | Urban stop on track |

|  | Urban stop on track |

|  | Urban end station |

Central Line (engelska: the Central line, 'Central-linjen') är en tunnelbanelinje i London. Linjen är 74 km lång och har 49 stationer. Delar av den består av sträckningen som invigdes 1900 som Central London Railway.

## Historia
År 1891 grundas bolaget Central London Railway för att trafikera sträckan Shepherd's Bush-Bank men det dröjde till år 1900 innan banan öppnades officiellt. Banan byggdes sedan ut vid olika tillfällen åren 1908-1957. Den 25 januari 2003 skadas 32 personer efter en urspårning på Chancery Lane.
Central Line har en unik slinga i sin nordöstra del av linjesträckningen, Hainault Loop där bland annat stationen Gants Hill är byggd i "Moskva stil". Just denna sträckningen utgjordes och användes som vapenfabrik under andra världskriget, som en viktig del av krigsproduktionen under jord, väl skyddad från bomberna under blitzen.
Då en del tåg går via Hainault Loop och andra inte, så är det markerat på stationerna och tågen. Ett kuriosium är att station Roding Valley på Hainault-slingan är den minst använda av passagerarna i hela tunnelbanenätet.
Längre norrut bortom slutstationen Epping fanns en sträcka med enkelspår upp till Ongar med mellanstationerna Blake Hill och Northweald. Men år 1994 lades trafiken ned dels beroende på lågt passagerarantal, men även i samband med nya tunnelbanetåg på linjen. Spåren finns kvar men är avelektrifierade och används av veteranjärnvägen EOR Epping-Ongar Railway. Sträckan trafikeras under speciella dagar med ånglok eller dieseltåg.
De tunneltåg som idag trafikerar Central Line utgörs av 1992 Stock. Dessa är tillverkade av BREL tillsammans med  ABB, senare Adtranz. Utvecklingsarbetet påbörjades redan i mitten av 80-talet med några provtåg som testades på olika delar av tunnelbanenätet. 
Då tågen, som sattes i trafik år 1993 börjar bli slitna så beräknas en förnyelse ske någon gång på 2020-talet. Planen för detta har dock reviderats och med start från hösten 2017 kommer den befintliga tågen att få många elektriska och mekaniska komponenter utbytta, med bland annat motorer från ABB i Västerås. 
Det som gör det särskilt lätt att känna igen 1992 Stock-tågen är fönstren som är betydligt högre än på motsvarande tåg för det övriga djuptunnelnätet. Tågen kör automatiskt (ATO Automatic Train Operation), där föraren endast övervakar hur tåget beter sig. Detta innebär snabbare acceleration och snabbare stopp vilket medför högre hastighet och därmed passagerarkapacitet.

## Resenärer
År 2002 gjordes 199 miljoner resor på Central Line vilket gör linjen till Londons näst mest trafikerade, efter Northern line.[källa behövs]

## Bilder

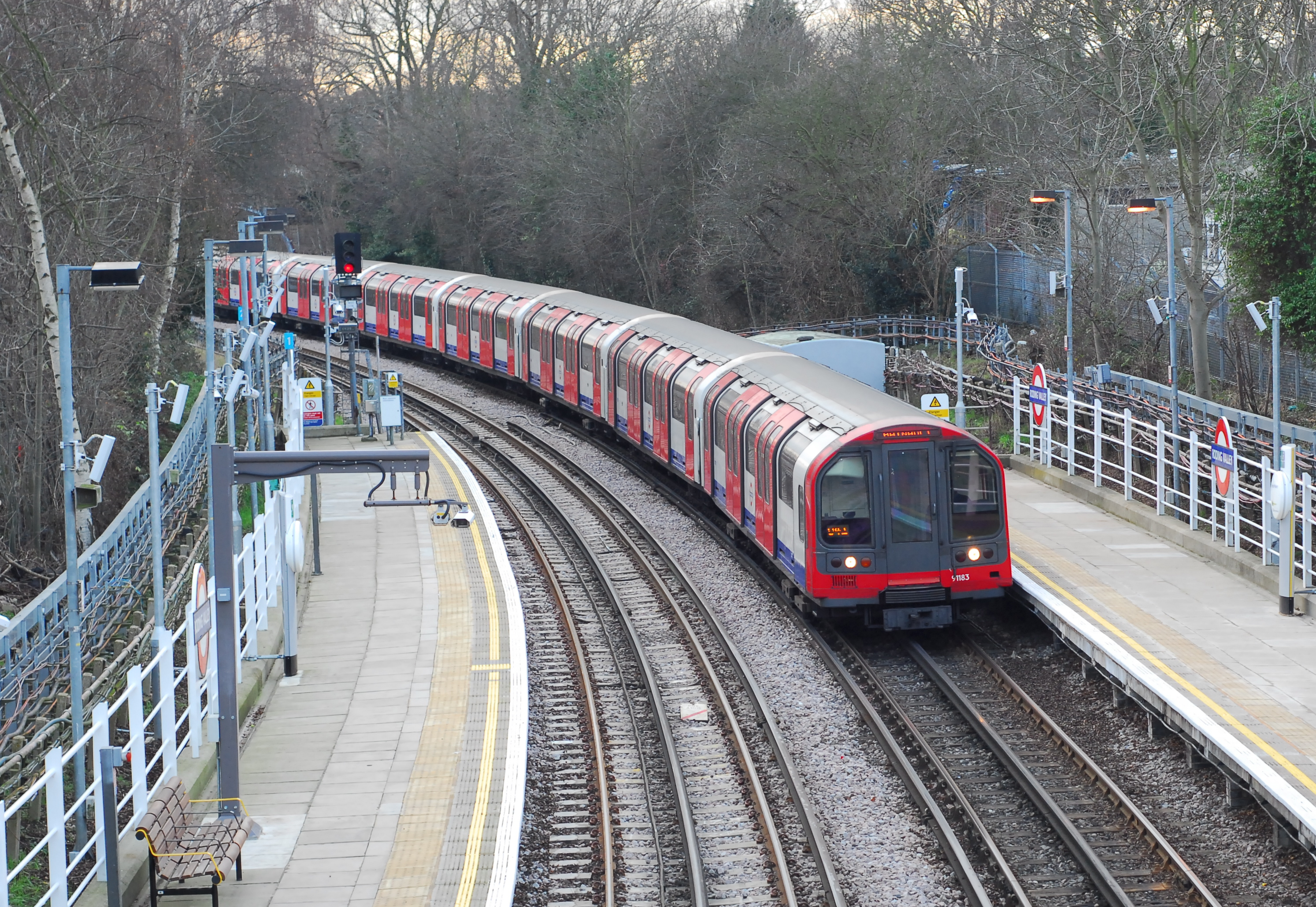
Roding Valley
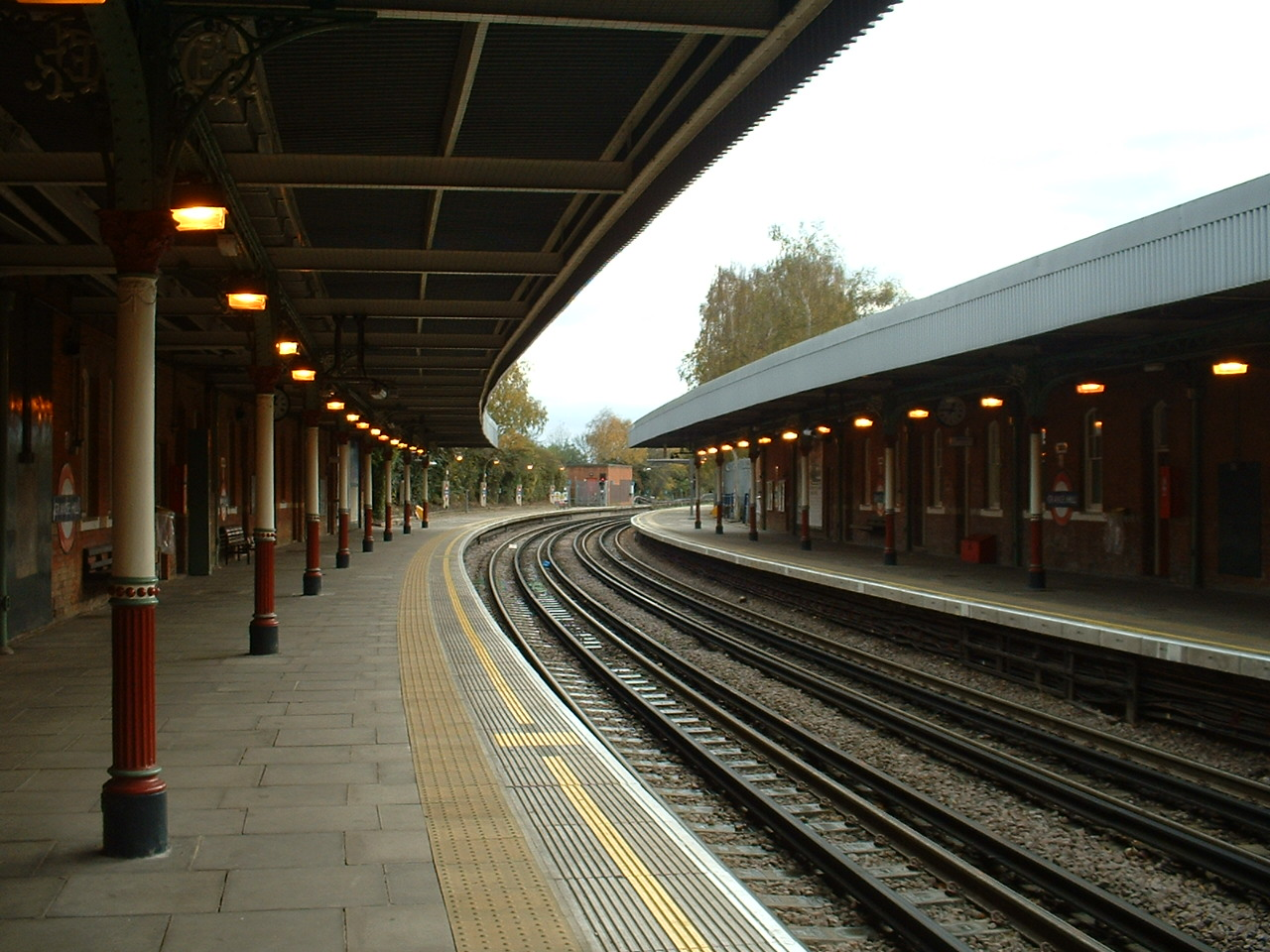
Grange Hill
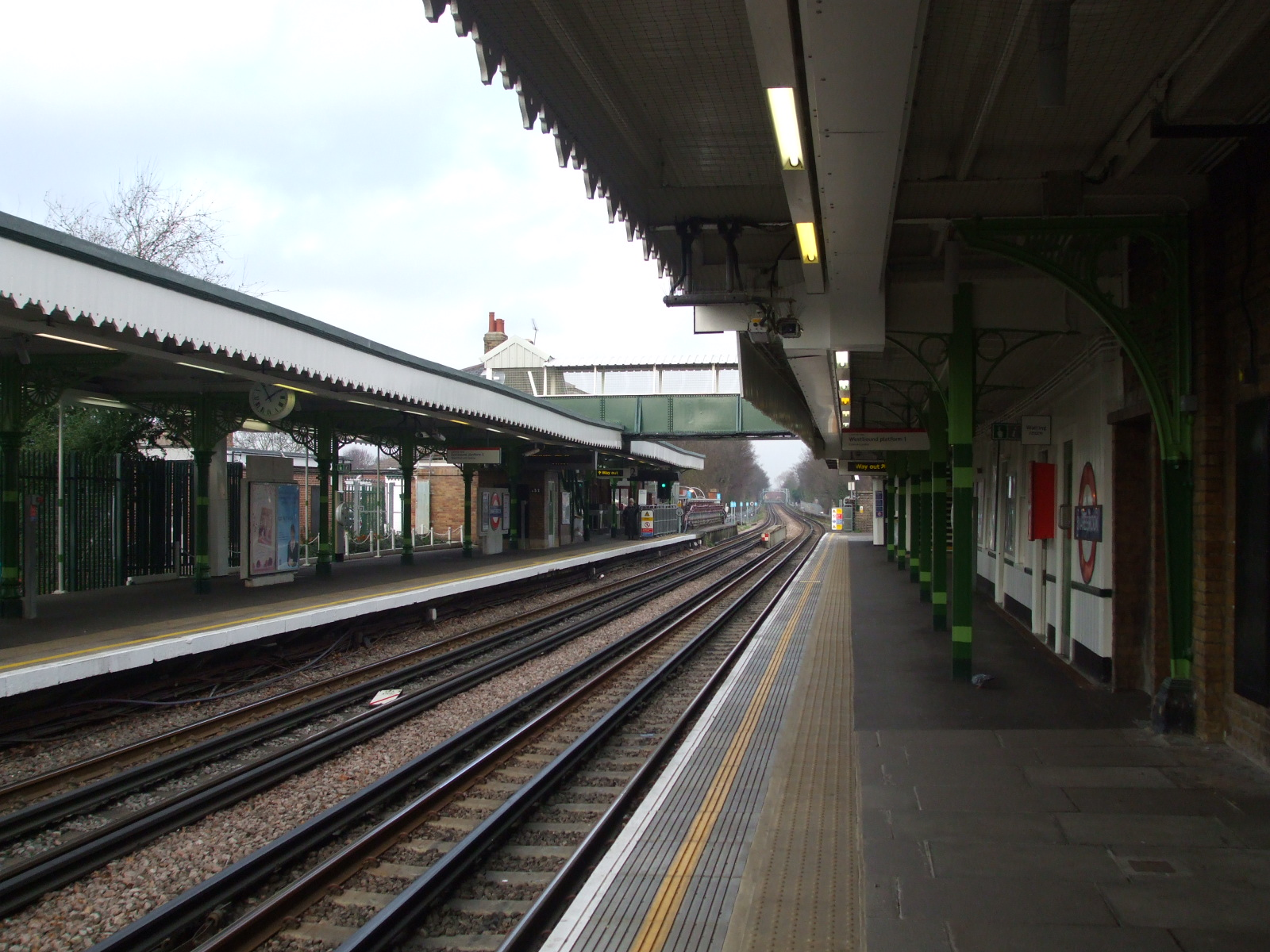
Snaresbrook
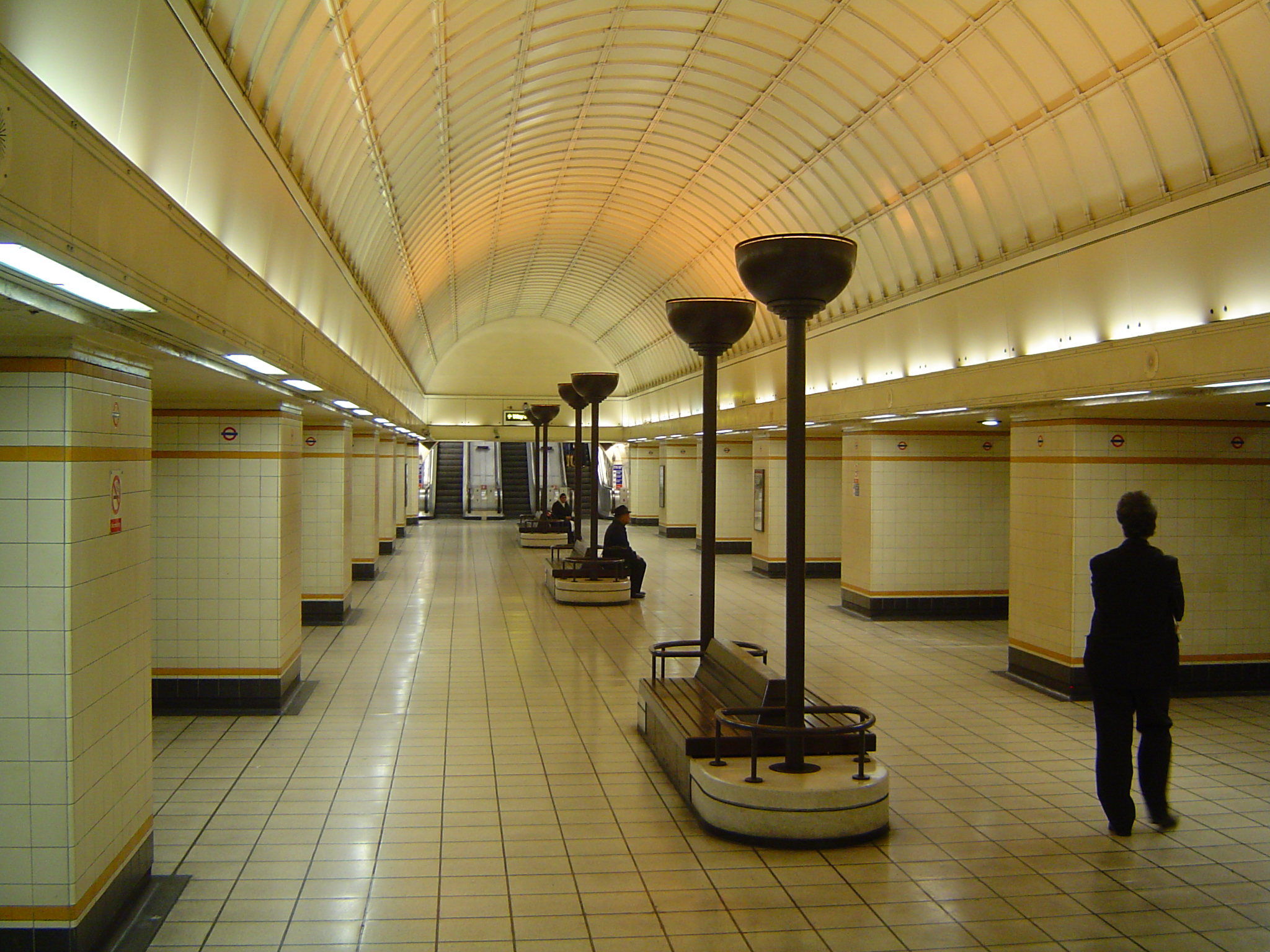
Gants Hill
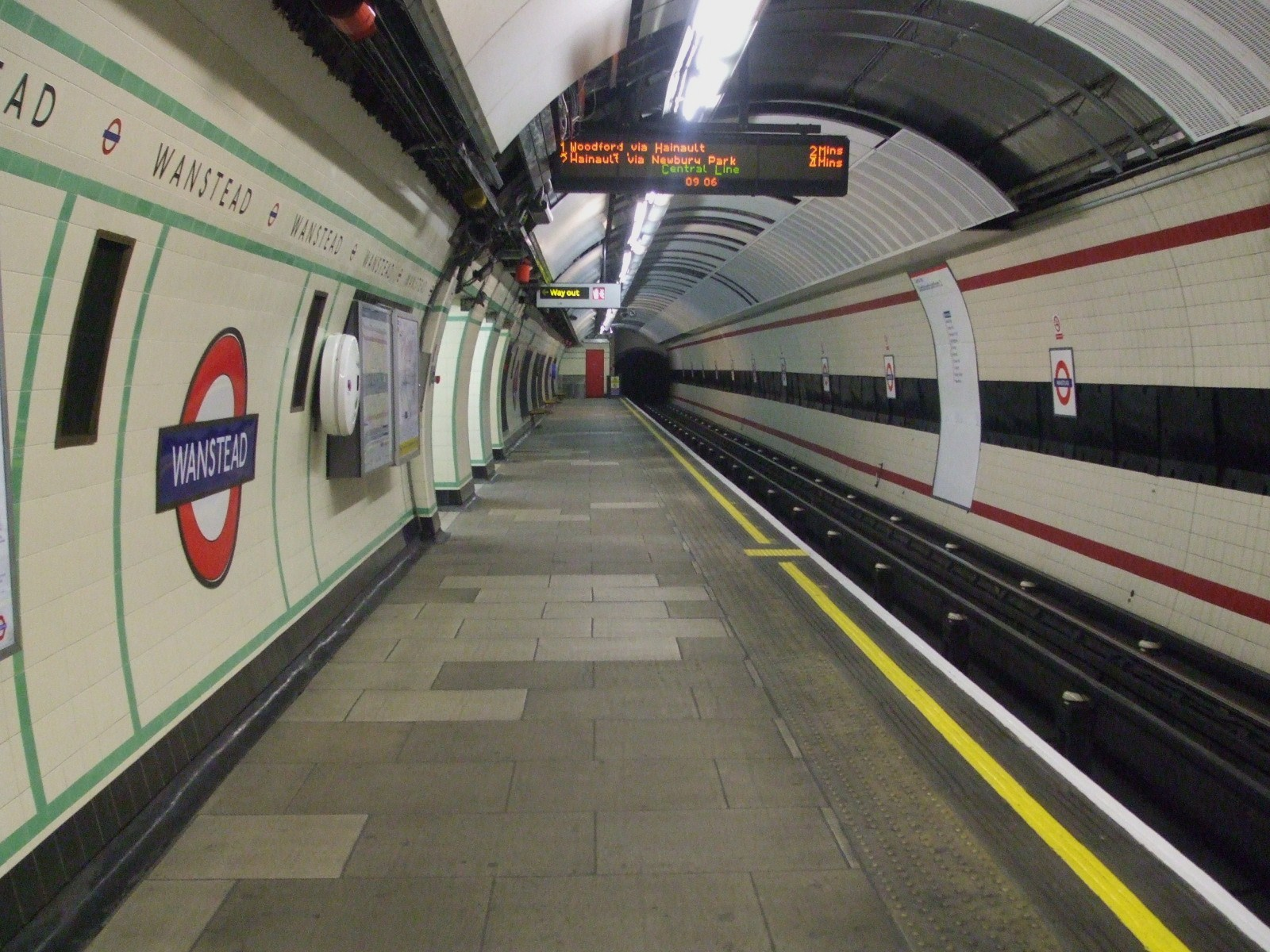
Wanstead
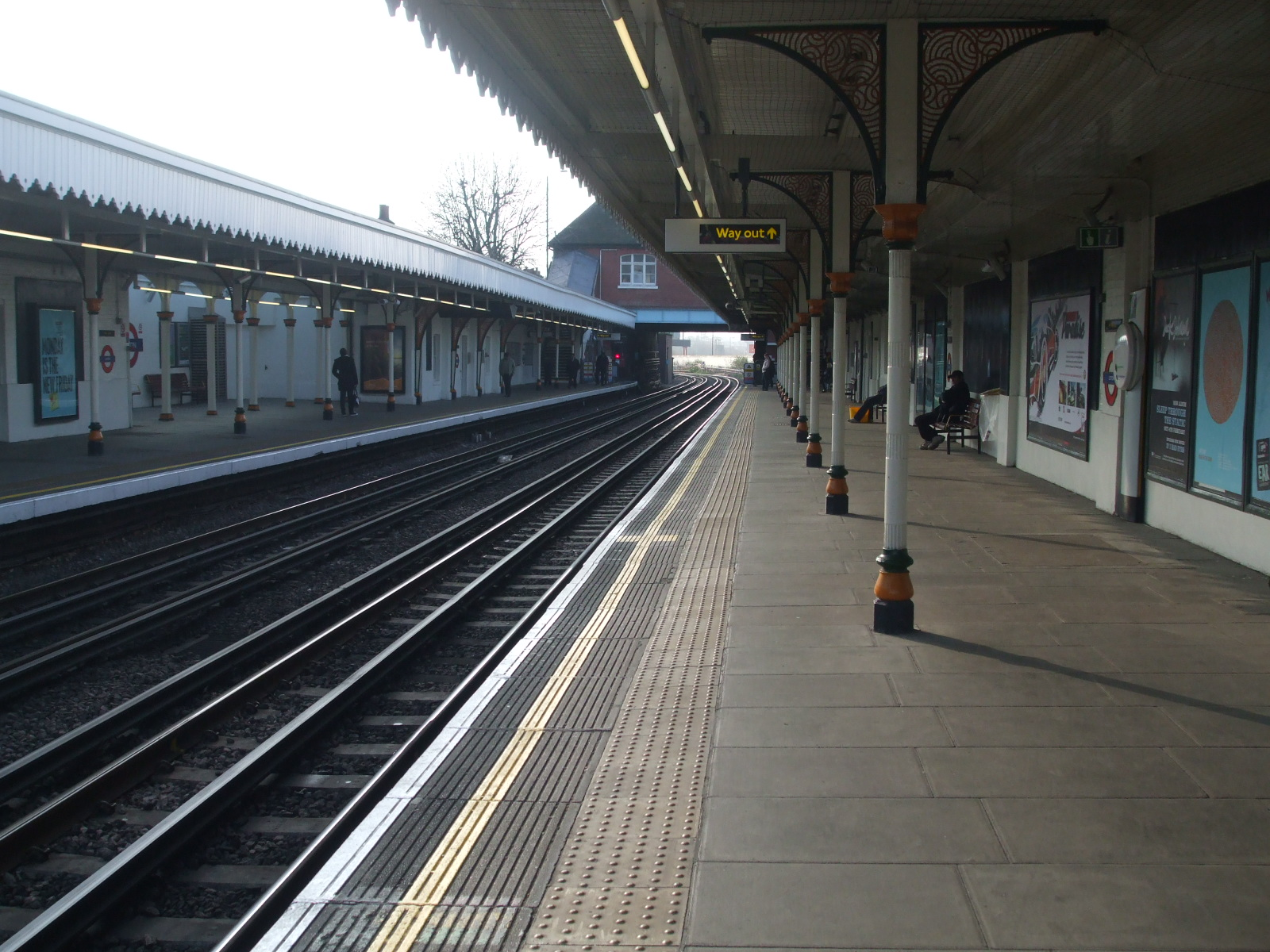
Leyton
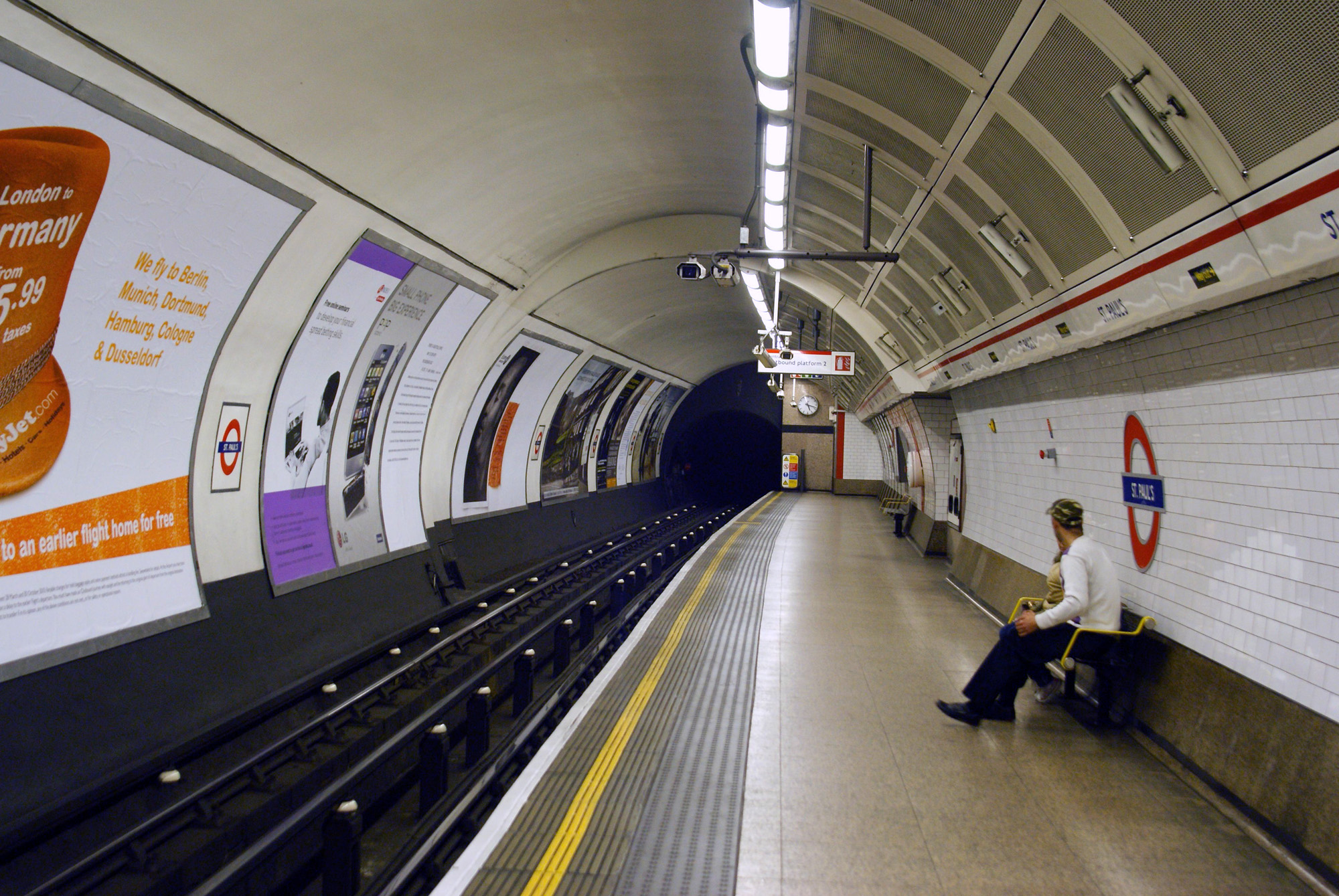
St. Paul’s
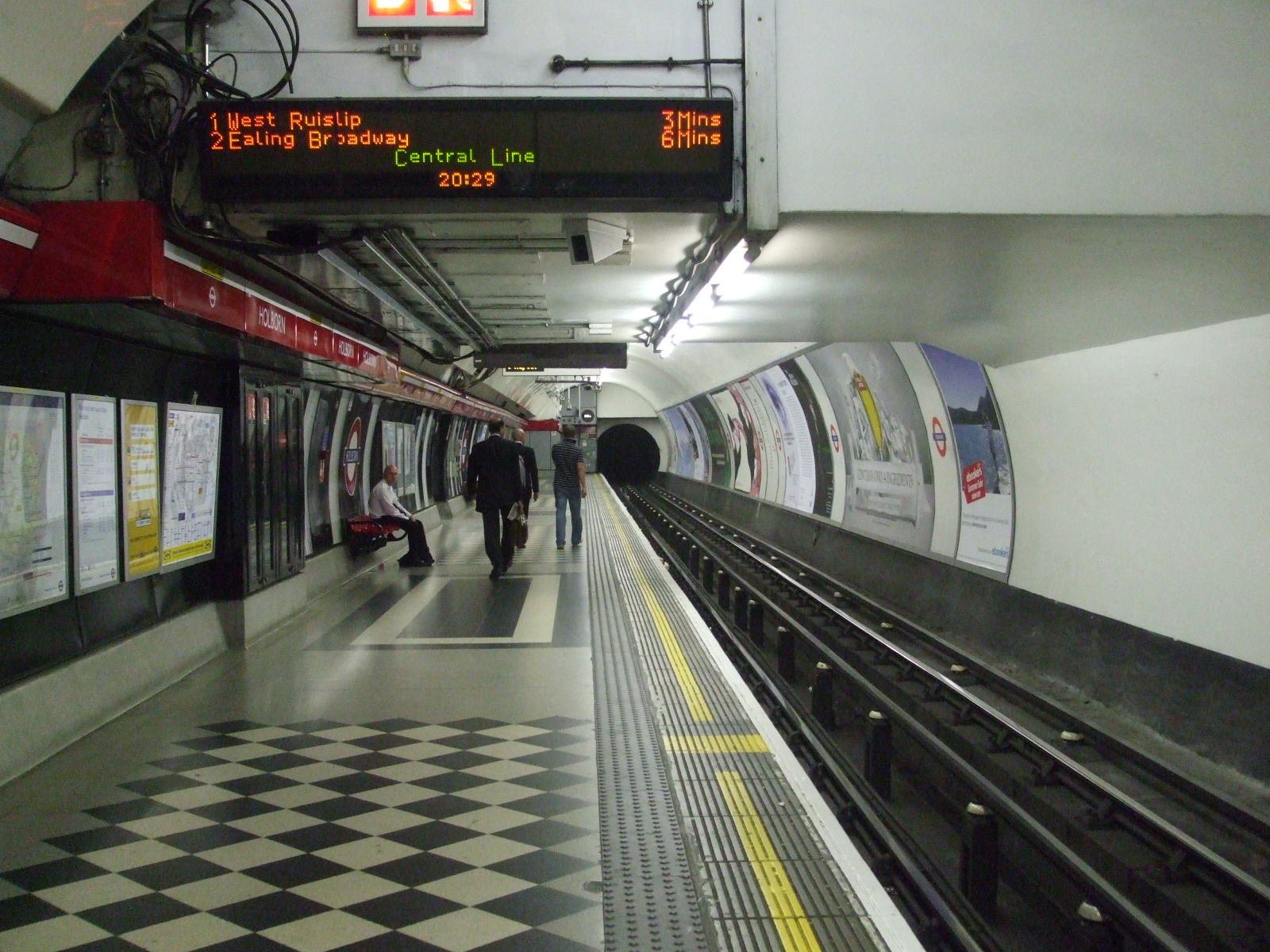
Holborn
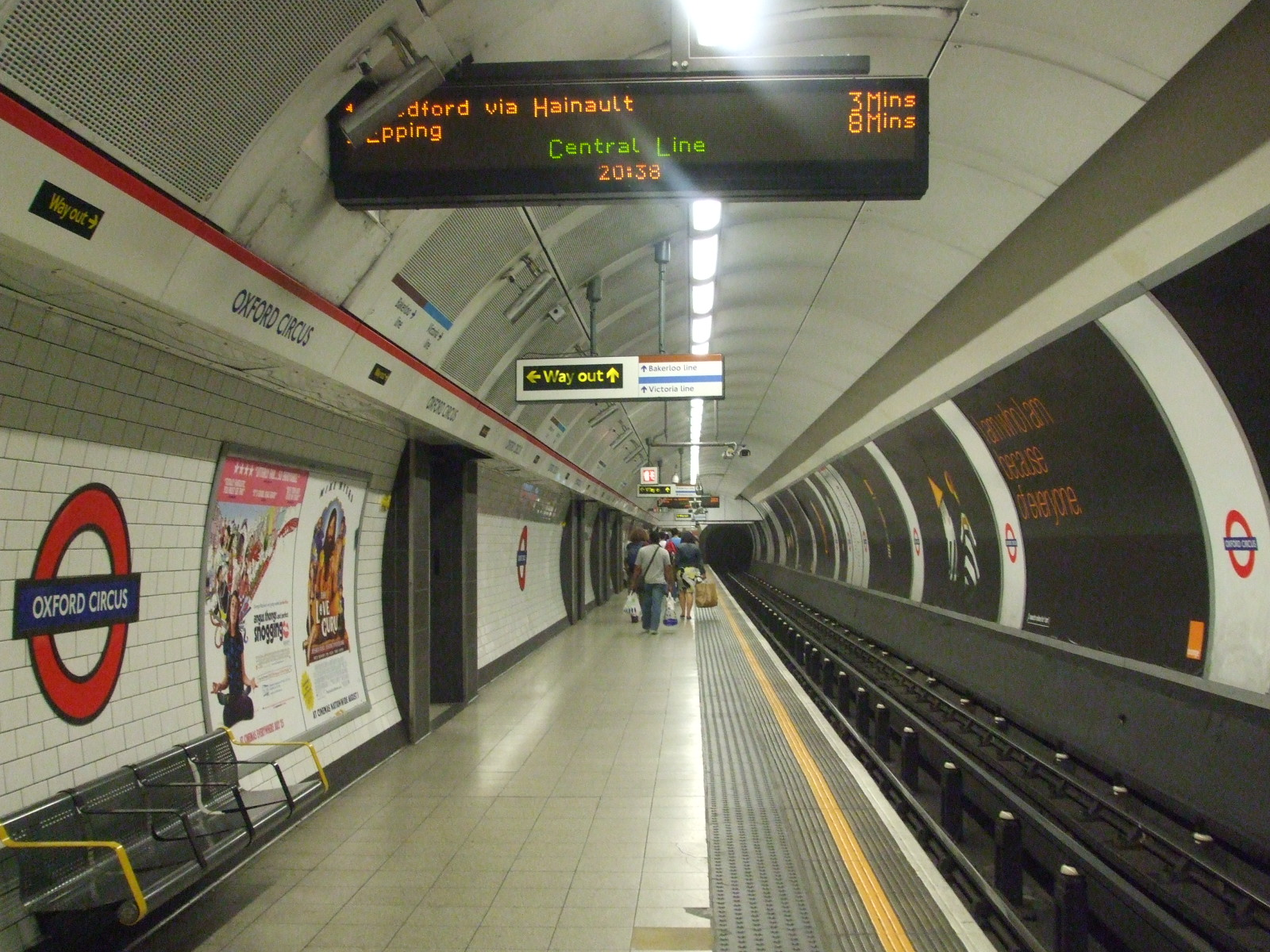
Oxford Circus
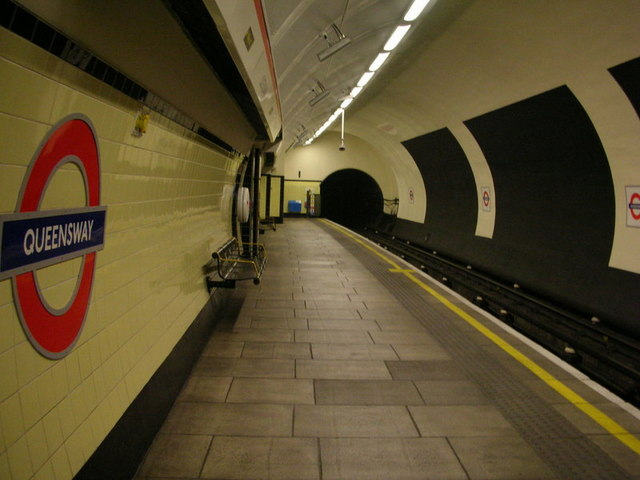
Queensway
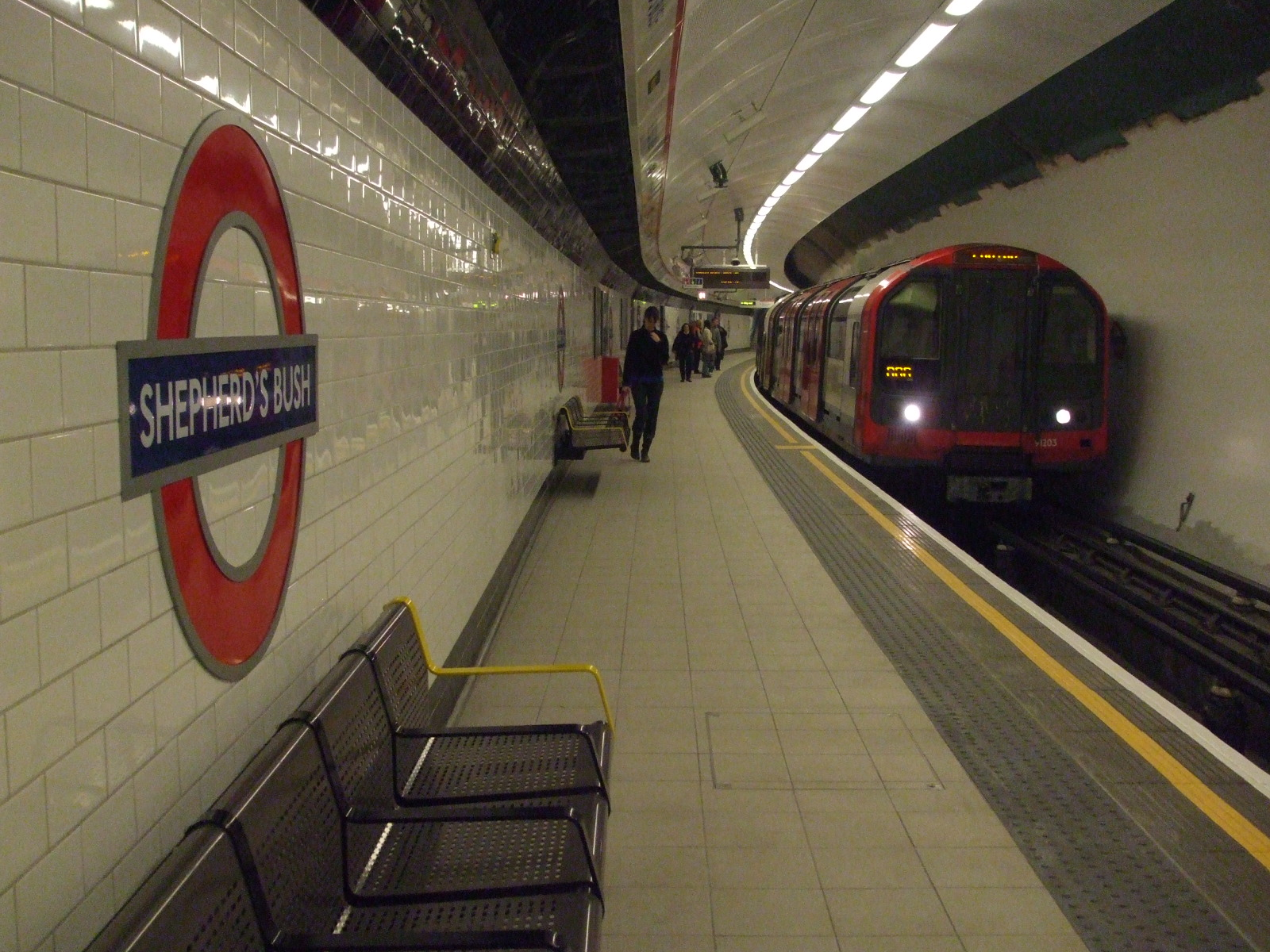
Shepherd's Bush
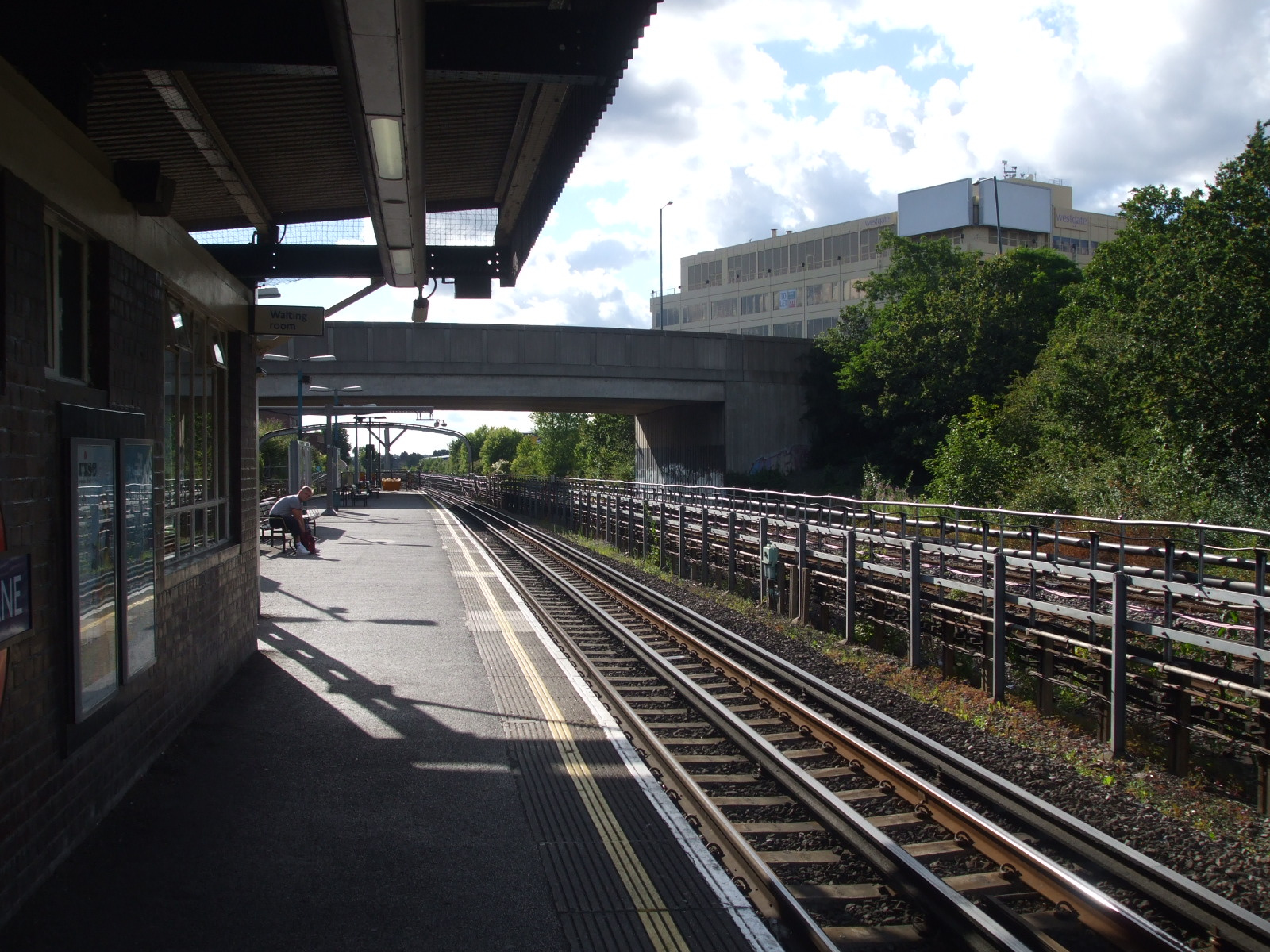
Hanger Lane